# محمود محمدي
محمود محمدي (بالفارسية: محمود محمّدی) هو دبلوماسي وسياسي إيراني، ولد في 23 أبريل 1953 في آباده في إيران. حزبياً، نشط في حزب الاعتدال والتنمية.